# Apollo no Uta
Apollo's Song (アポロの歌, Aporo no Uta) is een manga van Osamu Tezuka. Hij werd oorspronkelijk uitgegeven in het Weekly Shonen King tijdschrift en werd in 2007 in het Engels uitgegeven door Vertical, Inc.
Het verhaal gaat over een verwaarloosde, misbruikte jongen genaamd Shogo die niet weet wat liefde is. Via een reeks visioenen ontdekt Shogo wat liefde tussen man en vrouw betekent.

## Verhaal
Shogo is de zoon van een alleenstaande moeder. Gezien hij geboren werd na een reeks affaires, heeft hij nooit geweten wie zijn vader was. Omdat hij het resultaat was van een ongewenste zwangerschap, slaat zijn moeder hem telkens wanneer de jongen in contact komt met liefde en tederheid. Hierdoor begint Shogo dieren te vermoorden wanneer hij hun liefdevol met elkaar ziet omgaan. Shogo wordt om deze reden opgenomen in een gesticht. Tijdens het ondergaan van elektroconvulsietherapie krijgt hij een visioen waarin hij de godin der liefde ontmoet. Zij dwingt hem om verschillende vormen van liefde die steeds opnieuw leiden tot zijn dood doorheen verschillende tijdsperiodes te ervaren voor de rest van zijn bestaan. Shogo zal pas verlost zijn van dit lot eens hij de ware betekenis van liefde leert kennen.

## Context
Seksuele voorlichting voor kinderen was taboo in Japan tot in de late jaren 1960. Hier kwam plots verandering in in de vroege jaren 1970. Apollo's Song werd getekend in een periode waarin manga steeds meer seksualiteit in beeld ging brengen. Het was Tezuka's ontdekkingstocht doorheen liefde en seks in mangavorm. Deze periode wordt ook gekenmerkt door gewelddadige studentenrellen. Volgens Tezuka was Shogo's depressieve persoonlijkheid een reflectie van de donkere atmosfeer en de instabiliteit die toen de Japanse maatschappij kenmerkten.